# Песчаное (Решетиловский район)
Песчаное (укр. Піщане) — село, Песчанский сельский совет, Решетиловский район, Полтавская область, Украина.
Код КОАТУУ — 5324283201. Население по переписи 2001 года составляло 1029 человек.
Является административным центром Песчанского сельского совета, в который, кроме того, входят сёла Славки и Житниковка.

## Географическое положение
Село Песчаное находится между реками Говтва и Великая Говтва (2-3 км), на расстоянии в 2 км расположены сёла Молодиковщина, Новая Михайловка и Житниковка.
По селу протекает пересыхающий ручей с запрудой. Рядом проходит автомобильная дорога Т-1721.

## Известные уроженцы
- Дудка, Лука Минович — Герой Советского Союза.

## Экономика
- Молочно-товарная и свинотоварная фермы.
- «Бурат-Агро», ООО.

## Объекты социальной сферы
- Школа.
- Дом культуры.